# فراهمی پیشرفته
فراهمی پیشرفته (به انگلیسی: Progressive provisioning) اصطلاحی در حشره‌شناسی است و برای اشاره به شکلی از رفتار والدین استفاده می‌شود که در آن یک فرد بالغ (معمولاً یک پرده‌بال مانند زنبور عسل یا زنبور بی‌عسل)، لاروهای خود را پس از بیرون آمدن به‌طور مستقیم تغذیه می‌کند و به‌طور پیاپی به هر لارو غذا می‌رساند تا زمانی که رشد کامل شود. غذا معمولاً به شکل طعمه‌های جویده‌شده یا بی‌حرکت (در زنبورهای شکارچی) یا شهد برگشتی آمیخته با گرده (در زنبورها) است. به‌ندرت از دیگر منابع غذایی (مانند ترشح غده‌ها یا مردار) استفاده می‌شود. در حالی که این نوع تغذیه مستقیم و پیاپی فرزندان، در گروه‌هایی مانند پرندگان و پستانداران بسیار رایج است، استثناء در حشرات فرااجتماعی (یکی از ویژگی‌های تعیین‌کنندهٔ اجتماعی بودن، مراقبت از نوزادان است) دیده می‌شود. بر این اساس، تغذیه تدریجی در بین مورچه‌ها جهانی است و در بین زنبورها و زنبورهای اجتماعی گسترده‌است. برخی زنبورهای غیراجتماعی نیز با این نوع تغذیه نوزادان خود را پرورش می‌دهند. موریانه‌های جوان (و دیگر حشرات دگردیسی ناقص) می‌توانند خودشان را تغذیه کنند و بنابراین، هیچ شکلی از تغذیه را نشان نمی‌دهند.
یکی از تنها نمونه‌های شناخته‌شده فراهمی پیشرفته در خارج از Hymenoptera، سوسک‌های دفن‌کننده هستند که از لاروهای خود مراقبت می‌کنند و توده‌ای از لاشه را به آن‌ها می‌رسانند که بالغان آن را می‌جوند و به لاروهای در حال رشد بازمی‌گردند.
بسیاری از زنبورهای اجتماعی، مانند زنبورهای بدون نیش و شیرین‌زنبوران، فراهمی انبوه را انجام می‌دهند، جایی که تمام غذای لاروها پیش از تخم‌گذاری فراهم می‌شود.